# Dudhani
Dudhani is een nagar panchayat (plaats) in het district Solapur van de Indiase staat Maharashtra. 

## Demografie
Volgens de Indiase volkstelling van 2001 wonen er 12.146 mensen in Dudhani, waarvan 50% mannelijk en 50% vrouwelijk is. De plaats heeft een alfabetiseringsgraad van 60%. 